# Edmond Wartique
Edmond Wartique, né à Vilvorde le 11 novembre 1893 et mort à Mont-Saint-Guibert le 20 novembre 1953, est un écrivain belge de langue wallonne. Il est l'un des premiers membres du cercle littéraire dialectal Lès Rèlîs Namurwès.

## Biographie

### Enfance et activités avant la Première Guerre mondiale
Edmond Wartique nait le 11 novembre 1893 à Vilvorde, une ville néerlandophone. Ses parents sont toutefois wallons et, enfant, il passe les vacances scolaires à Arsimont, chez son grand-père, où il baigne alors dans la langue wallonne. C'est là qu'il découvre la littérature wallonne en lisant le journal Li Couarneû (« Le Corneur »). Il écrit son premier poème en wallon vers l'âge de 16 ans. Par la suite, il continue d'employer dans son œuvre le wallon d'Arsimont, et signe certaines œuvres du nom de plume Daursumont.
Installé à Jambes, il est invité par les frères Lucien et Paul Maréchal à rejoindre le cercle littéraire dialectal Lès Rèlîs Namurwès, fondé en 1909. Il y est reçu comme membre effectif le 29 septembre 1912 et en assure le secrétariat durant quelques mois en 1913, avant de devoir démissionner de sa charge lors de son départ au service militaire. Ses premiers écrits, produits dans ce contexte, abordent l'univers minier et expriment une sensibilité sociale.

### Captivité
En 1914, Edmond Wartique est affecté en tant qu'artilleur à la défense des forts de Namur, lors du déclenchement de la Première Guerre mondiale. Il est capturé par l'assaillant le 23 aout et emmené en Allemagne, où il passe quatre années en captivité. Il séjourne d'abord dans le camp de Munster.
À la mi-avril 1915, il retrouve trois de ses confrères Rèlîs Namurwès — Gustave Arnould, Fernand Danhaive et Édouard Thirionet — au camp de Soltau. Les amis décident alors de fonder un chapitre indépendant du cercle, les Rèlîs Namurwès Prîjnîs (« Rèlîs Namurwès Prisonniers »). La séance inaugurale se tient le 22 avril 1915 dans les « latrines de la baraque 69 A ». Wartique occupe la fonction de secrétaire, sous la présidence d'Édouard Thirionet.
Le groupe des Rèlîs Namurwès Prîjnîs parvient à tenir trois séances avant que ses membres ne se trouvent à nouveau séparés. Une fois séparé de ses compagnons et alors qu'il est notamment envoyé dans une ferme pour y effectuer des travaux agraires, Wartique continue toutefois d'écrire en wallon : il revient de ses années de captivité avec 18 textes. En 1916, la cocarde du cercle littéraire dialectal Lès Rèlîs Namurwès est décernée collectivement aux six membres ayant pris directement part à la guerre. Edmond Wartique la reçoit le 16 mars 1919, en compagnie des quatre autres récipiendaires survivants.
Après la guerre, Edmond Wartique entreprend d'écrire ses souvenirs de captivité, en collaboration avec Édouard Thirionet. Il achève cependant seul la rédaction, car Thirionet meurt le 10 février 1930, à la suite d'une maladie contractée durant la guerre. Le livre obtient le deuxième prix du Centenaire et parait en 1932 sous le titre Les crwès dins les bruwères, avec des illustrations de Joseph Gillain.

### Activités après la guerre
Après la guerre, Edmond Wartique occupe successivement plusieurs fonctions en tant que fonctionnaire. Il est d'abord agent du Trésor à Marche-en-Famenne, avant d'entrer au Ministère de l'Instruction publique à Bruxelles, où il devient directeur.
Il se voit confier par le ministre François Bovesse la gestion du Service des Lettres wallonnes et devient également secrétaire de la Commission nationale de Folklore.
En 1924, il obtient à nouveau la cocarde décernée par les Rèlîs Namurwès au membre ayant fourni le travail le plus méritoire au cours de l'exercice écoulé, cette fois-ci pour ses activités au sein du cercle. Il est aussi lauréat de concours organisés par l'Association des Écrivains Wallons Combattants.
En 1940, Edmond Wartique publie un recueil de poésie illustré par Joseph Gillain et intitulé Tote ène vîye. D'une tonalité sombre, ces œuvres sont toujours marquées par l'expérience de la captivité entre 1914 et 1918. Le livre remporte le prix bisannuel du Gouvernement.
Durant la Seconde Guerre mondiale, il participe à la presse clandestine, d'abord en accueillant chez lui le comité de rédaction du journal Wallonie libre, puis en collaborant à Wallonie catholique. En 1945, il est membre de Rénovation wallonne.
Il meurt à Mont-Saint-Guibert le 20 novembre 1953. L'année suivante, les Rèlîs Namurwès réunissent dans un recueil posthume une série d'histoires pour enfants dont il est l'auteur ; elle parait sous le titre Lès dérins contes dans un numéro spécial de la première série des Cahiers wallons.
En 1979, il fait partie des auteurs sélectionnés par Maurice Piron pour son Anthologie de la littérature dialectale de Wallonie.

## Œuvres
N.B. : une liste des œuvres d'Edmond Wartique, incluant ses ouvrages inédits, a paru dans un numéro spécial des Cahiers wallons dévolu à la bibliographie des Rèlîs Namurwès.
- (wa) Les crwès dins les bruwères (coécrit avec Édouard Thirionet), Gembloux, éd. Imprimerie Duculot, 1932, 216 p.
- (wa) Tote ène vîye  (préf. Julien Flament), Gilly, éd. L'Edition moderne, 1941, 88 p.
- (wa) Lès dérins contes, numéro spécial des Cahiers wallons, première série, 1954, décembre.
- Œuvres de captivité : édition critique (avec une traduction française) dans Joseph Dewez, Bernard Louis et Axel Tixhon, Les Kriegscayès : La Grande Guerre des Rèlîs Namurwès, Namur, Société archéologique de Namur, coll. « Namur. Histoire et Patrimoine », 2015, 448 p. (ISBN 978-2-87502-055-0), p. 239-259.